# Vrijmetselarij in België onder het Frans bewind
De vrijmetselarij in België kende onder de Franse bezetting en annexatie een nieuwe bloei, nadat onder de Oostenrijkse Nederlanden alleen nog Les Vrais Amis de l'Union was overgebleven.
De eerste nieuwe loge was de Amis Philantropes à l'Orient de Bruxelles, in feite een militaire werkplaats van een Franse infanteriebrigade, waarbij collaborerende burgers zich aansloten. Ook in de andere departementen ontstonden overal nieuwe loges.
In 1813 kenden de negen départements réunis een twintigtal ateliers. Al die loges vielen onder de voogdij van de Grand Orient de France. In tegenstelling met wat de Oostenrijkse Nederlanden en het prinsbisdom Luik het geval was, was er geen enkele Franse loge die ook vrouwen opnam, en werden er ook geen gelovigen aanvaard. Antiklerikalisme werd de regel, en er werd vanop de kansel tegen hen gepredikt. De meeste loges waren ook zeer Fransgezind.

## Lijst van loges in 1813
Dijledepartement
- Brussel: les Amis Philantropes, la Candeur, l'Espérance, l'Heureuse Rencontre, la Paix, la Parfaite Amitié, les Vrais Amis de l'Union,
- Leuven: la Constance, les Disciples de Salomon,
- Nijvel: les Amis Discrets

Departement Jemappes
- Bergen: la Concorde
- Boussu: les Vrais Philantropes
- Doornik: la Confrérie de Saint-Sébastien, la Constance éprouvée, les Fréres réunis
- Charleroi: les Amis de la Vertu

Leiedepartement
- Brugge: l'Amitié, la Réunion des Amis du Nord
- Kortrijk: l'Amitié
- Oostende: Les trois Niveaux

Nedermaasdepartement
- Maastricht: la Constance, la Parfaite Réunion
- Roermond: la Liberté Constante

Ourthe
- Chaudfontaine: l'Étoile de Chaudfontaine/la Nymphe de Chaudfontaine
- Hoei: les Amis de la Parfaite Intelligence
- Luik: l'Étoile de l'Amitié, la Parfaite Égalité, la Parfaite Intelligence
- Spa: l'Indivisible
- Verviers: les Philadelphes

Samber en Maasdepartement
- Namen: la Bonne Amitié

Scheldedepartement
- Gent: la Félicité Bienfaisante, la Saint-Napoléon du Nord, Le Septentrion en Les Vrais Amis
- Lokeren: l'Accord Parfait
- Oudenaarde: l'Aurore
- Vlissingen: les Amis français

Twee Netendepartement
- Antwerpen: les Amis du Commerce, la Concorde Universelle, les Élèves de Thémis
- Mechelen: la Concorde

Woudendepartement
- Luxemburg: les Enfants de la Concorde fortifiée.

Vrijmetselarij · Beginselen · Geschiedenis · Symbolen · Vrijmetselaarsloge · Ordegrondwet · Obediëntie · Regulariteit en irregulariteit · Ritus · Graden · Grootmeester · Gemengde vrijmetselarij · Para-vrijmetselarij · Antivrijmetselarij · Vrijmetselarij in Nederland · Vrijmetselarij in België · Internationale vrijmetselarij
>>> Meer info op Portaal:Vrijmetselarij <<<